# In on the Kill Taker
In on the Kill Taker è il terzo album in studio dei Fugazi, pubblicato nel 1993 dalla Dischord Records. Il titolo dell'album è tratto da una lettera che Guy Picciotto trovò per strada, parte della quale è visibile sulla copertina dell'album.
Una prima versione del disco fu incisa a Chicago sotto la supervisione di Steve Albini, tuttavia il gruppo si dichiarò insoddisfatto del risultato e preferì ri-registrare il disco da capo a Washington. Albini stesso approvò la decisione, resosi conto che la band non era ancora sufficientemente preparata quando si presentò in studio. In seguito Picciotto affermò che quell'esperienza, pur non dando i frutti sperati, fu determinante per motivare il gruppo ad approfondire la loro conoscenza dello studio di registrazione e a migliorare la propria preparazione pre-incisione.

## Tracce
1. Facet Squared – 2:42
2. Public Witness Program – 2:04
3. Returning the Screw – 3:13
4. Smallpox Champion – 4:01
5. Rend It – 3:48
6. 23 Beats Off – 6:41
7. Sweet and Low – 3:36
8. Cassavetes – 2:30
9. Great Cop – 1:52
10. Walken's Syndrome – 3:18
11. Instrument – 3:43
12. Last Chance for a Slow Dance – 4:38

## Formazione
- Ian MacKaye - chitarra, voce
- Guy Picciotto - chitarra, voce
- Joe Lally - basso
- Brendan Canty - batteria